# Rudy D'Amico
Rudy D'Amico (New York, 18 agosto 1940) è un allenatore di pallacanestro statunitense.

## Carriera
Ha conquistato il successo più importante in Israele: con il Maccabi Tel Aviv ha vinto la Coppa dei Campioni.
La ribalta che gli diede la vittoria nella massima competizione europea lo lanciò in Italia, dove però non riuscì ad ottenere dei successi rimarcabili. Al suo esordio, sulla panchina di Brindisi, nel 1981-82, la squadra retrocesse all'ultimo posto. Nel 1982-83 gli diede fiducia Trieste, che si salvò senza troppi patemi. La stagione successiva fu la Fortitudo Bologna ad ingaggiarlo, ma già a novembre lo sostituì con Francesco Zucchini.
Nel 1984-85 è l'allenatore degli spagnoli del CAI Saragozza, con cui disputa anche la Coppa delle Coppe.
Nel 1985-86 la Pallacanestro Firenze lo assunse come nuovo allenatore e D'Amico rimase sulla panchina fiorentina fino al 1990-91. Con i biancorossi ottenne due promozioni in Serie A1 e due retrocessioni in Serie A2.
Nel 1991-92 subentrò a Paolo Bosini sulla panchina della Rex Udine, che non riuscì a salvare dalla retrocessione in Serie B1. Ritornò ad alto livello solo nel 1997-98, subentrando a Massimo Masini sulla panchina del SC Montecatini. L'ultima esperienza è del 1998-99, sostituito da Franco Marcelletti sulla panchina della Scaligera Verona.

## Palmarès
- Campionato israeliano: 1

Maccabi Tel Aviv: 1980-1981
- Coppa di Israele: 1

Maccabi Tel Aviv: 1980-1981
- Coppa dei Campioni: 1

Maccabi Tel Aviv: 1980-1981
- Coppa Intercontinentale: 1

Maccabi Tel Aviv: 1980